# روتلخی
طایفه روتلخی از طوایف ایل بزرگ طیبی می‌باشند. این طایفه در بخش گرمسیر ایل ساکن می‌باشد.
از نظر جمع بندی جزء جمعی از ناصر طیب در کنار طایفه عالی طیب و طایفه تاج طیب بودند.

## موقعیت جغرافیایی
محدوده زندگی طایفه روتلخی در قسمت میانه شمال و مشرق بهبهان است و وسعت آن از سه گنبدان تا بهمئی امتداد دارد.

## تیره یا دهه
- دهه برزو
- دهه چراغعلی
- دهه علی سینا
- دهه علی گدا
- دهه غریب
- دهه قاسم
- دهه کرم
- دهه کَل علی
- دهه کی هجی[به لری: کای‌هجی]
- دهه کی شهسوار
- دهه کی شهمسیر
- دهه کی نردعلی
- دهه مراد
- دهه مرتضی
- دهه مح‌شفیع
- دهه ملاعبدالله
- دهه میسا
- دهه مُندنی

## عادات و رسوم منطقه روتلخی
- خواستگاری: داماد و خانواده‌اش به خانه عروس برای آشنایی و صحبت می‌روند.
- نشانه بندان (نامزدی): طلا و زیورها و همچنین لباسی برای عروس تهیه می‌شود که نشانه‌ای از تعلق آن به داماد است.
- کدخدائی (بله برون): بزرگان خانواده داماد و عروس در یک جا جمع شده و تعیین مهر و جهیزیه (خانه داری) و زمان عروسی را به عهده می‌گیرند که معمولاً حرف اینان آخرین حرف است. جهیزیه به عهده داماد می‌باشد.
- عروسی کردن: در عروسی‌ها معمولاً از ساز و دهل استفاده می‌شود و سواربازی و چوب‌بازی و دستمال‌بازی همراه با مراسم دیگر در جریان عروسی متداول است. هنگام ورود عروس گوسفندی جلوی داماد و عروس قربانی می‌کنند و از خون آن قربانی به کفش‌های خود می‌زنند یا از روی خون رد می‌شوند و نیز در درون سینی ای تخم مرغی و جو و شیرینی میگذارند و عروس و داماد پای خود را بر روی تخم مرغ مینهند و آن را می‌شکنند.
- پس پرده: بعد از سه روز خانه عروس غذایی تهیه کرده و به خانه داماد برده و به میمانان می‌دهند.
- ختم (فاتحه خوانی): که بعد از دفن میت مراسم فاتحه در همان روز و «سه روزه» پس از سه روز و «هفته» بعد از هفت روز و «چهلم» بعد از چهل روز و «سالگرد» پس از یک سال برگزار می‌شود. در مراسم انجام شده میهمان با قرائت حمد و توحید و صلوات و قرائت قرآن برای روح مرحوم دعا کرده و صاحب عزا نیز وظیفه پذیرایی از میهمانان را دارد. در میان زنان نیز مرسوم بوده که وابستگان نزدیک میت گیسوان (پل)خود را می‌بریدند. و به شروه‌گویی یا به محلی سرو گفتن مشغول می‌شوند. وگاهی نیز به سرو سینه خود می‌زنند.
- عزاداری محرم در سوگ حسین و یارانش در هر محرم مردم با شور خاصی به‌طور خودجوش به یادبود و تعزیت این واقعه می‌پردازند.
  - سینه زنی
  - نوحه خوانی
  - زنجیر زنی
  - نشستن پای منبر واعظ
  - روستا به روستا گشتن در روز دهم محرم

## فعالیت‌های کشاورزی
- کشت گندم
- کشت جو
- کشت کنجد
- مرکبات

## فعالیت‌های دامی
- گله داری بز
- گله داری گاو